# Jeżewo (Grande-Pologne)
Pour les articles homonymes, voir Jeżewo.
Jeżewo (prononciation : [jɛˈʐɛvɔ]) est un village polonais de la gmina de Borek Wielkopolski dans le powiat de Gostyń de la voïvodie de Grande-Pologne dans le centre-ouest de la Pologne.
Il se situe à environ 3 kilomètres au nord de Borek Wielkopolski (siège de la gmina), à 15 kilomètres au nord-est de Gostyń (siège du powiat) et à 54 kilomètres au sud-est de Poznań (capitale régionale).
Le village possède une population de 353 habitants.

## Histoire
De 1975 à 1998, le village faisait partie du territoire de la voïvodie de Leszno.

Depuis 1999, Jeżewo est situé dans la voïvodie de Grande-Pologne.